# سیارک ۳۳۳۰
سیارک ۳۳۳۰ (به انگلیسی: 3330 Gantrisch، نامگذاری:1985RU1) سه هزار و سیصد و سیمین سیارک کشف شده‌است که در ۱۲ سپتامبر ۱۹۸۵ کشف شد.
قدر مطلق سیارک برابر ۱۱٫۲۰ است.